# Danny Roberts (lutador)
Danny Roberts, (Croydon, 14 de julho de 1987) é um lutador profissional de artes marciais mistas que atualmente compete pelo UFC na categoria dos meio-médios.

## Início
Nascido em Croydon, Londres, Roberts cresceu em uma casa pequena morando com sua mãe e seus 10 irmãos antes de se mudar para Hartcliffe, Bristol aos 9 anos de idade. Seu pai foi ausente durante toda sua vida, e Roberts começou a andar com más companhias. Após ser expulso de 7 escolas diferentes em Londres, Roberts começou a treinar Boxe aos 16 anos de idade.

## Carreira no MMA

### Ultimate Fighting Championship
Roberts fez sua estreia no UFC em 10 de dezembro de 2015 contra Nathan Coy no UFC Fight Night: Namajunas vs. VanZant. Roberts venceu por finalização no primeiro round.
Roberts em seguida enfrentou  Dominique Steele em 23 de abril de 2017 no UFC 197: Jones vs. St. Preux. Ele venceu por decisão unânime. Ambos lutadores foram premiados com o bônus de “Luta da Noite”.
Roberts enfrentou Mike Perry em 8 de outubro de 2016 no UFC 204: Bisping vs. Henderson II. Ele perdeu por nocaute no terceiro round.
Roberts enfrentou Bobby Nash em 16 de julho de 2017 no UFC Fight Night: Nelson vs. Ponzinibbio. Ele venceu por nocaute no segundo round.
Roberts enfrentou Nordine Taleb em 16 de dezembro de 2017 no UFC on Fox: Lawler vs. dos Anjos. Roberts lost the fight via knockout in the first round.
Roberts enfrentou Oliver Enkamp em 17 de março de 2018 no UFC Fight Night: Werdum vs. Volkov. Ele venceu por nocaute no primeiro round.
Roberts enfrentou David Zawada em 22 de julho de 2018 no UFC Fight Night: Shogun vs. Smith. Ele venceu por decisão dividida. A luta rendeu a ambos lutadores o bônus de “Luta da Noite”.
Roberts enfrentou Cláudio Silva em 16 de março de 2019 no UFC Fight Night: Till vs. Masvidal. Ele perdeu por finalização no terceiro round.
Roberts enfrentou Michel Pereira em 18 de maio de 2019 no UFC Fight Night: dos Anjos vs. Lee. Ele perdeu por nocaute no primeiro round.
Roberts enfrentou Zelim Imadaev em 9 de novembro de 2019 no UFC Fight Night: Zabit vs. Kattar. Ele venceu por nocaute no segundo round.

## Cartel no MMA
| Cartel no MMA   |             |            |
| 24 lutas        | 18 vitórias | 6 derrotas |
| Por nocaute     | 8           | 3          |
| Por finalização | 5           | 2          |
| Por decisão     | 5           | 1          |

| Res.    | Cartel | Oponente            | Método                               | Evento                                  | Data       | Round | Tempo | Local               | Notas          |
| ------- | ------ | ------------------- | ------------------------------------ | --------------------------------------- | ---------- | ----- | ----- | ------------------- | -------------- |
| Derrota | 18-6   | Francisco Trinaldo  | Decisão (unânime)                    | UFC 274: Oliveira vs. Gaethje           | 07/05/2022 | 3     | 5:00  | Phoenix, Arizona    |                |
| Vitória | 18–5   | Ramazan Emeev       | Decisão (dividida)                   | UFC Fight Night: Ladd vs. Dumont        | 16/10/2021 | 3     | 5:00  | Las Vegas, Nevada   |                |
| Vitória | 17–5   | Zelim Imadaev       | Nocaute (soco)                       | UFC Fight Night: Zabit vs. Kattar       | 09/11/2019 | 2     | 4:54  | Moscou              |                |
| Derrota | 16–5   | Michel Pereira      | Nocaute (joelhada voadora e soco)    | UFC Fight Night: dos Anjos vs. Lee      | 18/05/2019 | 1     | 1:47  | Rochester, New York |                |
| Derrota | 16–4   | Cláudio Silva       | Finalização (chave de braço)         | UFC Fight Night: Till vs. Masvidal      | 16/03/2019 | 3     | 3:37  | Londres             |                |
| Vitória | 16–3   | David Zawada        | Decisão (dividida)                   | UFC Fight Night: Shogun vs. Smith       | 22/07/2018 | 3     | 5:00  | Hamburgo            | Luta da Noite. |
| Vitória | 15–3   | Oliver Enkamp       | Nocaute (soco)                       | UFC Fight Night: Werdum vs. Volkov      | 17/03/2018 | 1     | 2:12  | Londres             |                |
| Derrota | 14–3   | Nordine Taleb       | Nocaute (chute na cabeça e soco)     | UFC on Fox: Lawler vs. dos Anjos        | 16/12/2017 | 1     | 0:59  | Winnipeg, Manitoba  |                |
| Vitória | 14–2   | Bobby Nash          | Nocaute (socos)                      | UFC Fight Night: Nelson vs. Ponzinibbio | 16/07/2017 | 2     | 3:59  | Glasgow             |                |
| Derrota | 13–2   | Mike Perry          | Nocaute (joelhada e socos)           | UFC 204: Bisping vs. Henderson II       | 08/10/2016 | 3     | 4:40  | Manchester          |                |
| Vitória | 13–1   | Dominique Steele    | Decisão (unânime)                    | UFC 197: Jones vs. St. Preux            | 23/04/2016 | 3     | 5:00  | Las Vegas, Nevada   | Luta da Noite. |
| Vitória | 12–1   | Nathan Coy          | Finalização (triângulo)              | UFC Fight Night: Namajunas vs. VanZant  | 10/12/2015 | 1     | 2:46  | Las Vegas, Nevada   |                |
| Vitória | 11–1   | Jim Wallhead        | Nocaute (socos)                      | CWFC 68                                 | 03/05/2014 | 1     | 4:49  | Liverpool           |                |
| Vitória | 10–1   | Juan Manuel Suarez  | Decisão (unânime)                    | CWFC 64                                 | 15/02/2014 | 3     | 5:00  | Kentish Town        |                |
| Vitória | 9–1    | Henry Fadipe        | Finalização (mata-leão)              | CWFC 57                                 | 20/07/2013 | 3     | 3:34  | Liverpool           |                |
| Vitória | 8–1    | Diego Gonzalez      | Nocaute técnico (joelhada e socos)   | CWFC 54                                 | 04/05/2013 | 2     | 3:02  | Cardiff             |                |
| Vitória | 7–1    | Jack Mason          | Finalização (chave de braço)         | CWFC 48                                 | 21/07/2012 | 2     | 2:46  | Kentish Town        |                |
| Derrota | 6–1    | Pavel Doroftei      | Finalização (chave de tornozelo)     | UCC 10                                  | 16/12/2011 | 1     | 1:21  | Manchester          |                |
| Vitória | 6–0    | Shaun Lomas         | Decisão (unânime)                    | UCC 10                                  | 16/12/2011 | 2     | 5:00  | Manchester          |                |
| Vitória | 5–0    | Shaun Lomas         | Finalização (mata-leão)              | Cage Conflict 11                        | 29/10/2011 | 1     | 3:32  | Liverpool           |                |
| Vitória | 4–0    | Aurelijus Kerpe     | Finalização (estrangulamento d'arce) | Raw 1                                   | 11/09/2011 | 2     | 2:43  | Liverpool           |                |
| Vitória | 3–0    | David Howell        | Nocaute técnico (joelhadas)          | CWFC 43                                 | 09/07/2011 | 2     | 2:26  | Kentish Town        |                |
| Vitória | 2–0    | Matt Ross Francombe | Nocaute (joelhada e socos)           | OMMAC 9                                 | 05/03/2011 | 2     | 1:27  | Liverpool           |                |
| Vitória | 1–0    | Darius Kuncevicius  | Nocaute técnico (joelhadas)          | OMMAC 8                                 | 04/12/2010 | 1     | 0:47  | Liverpool           |                |